# Axe to Fall
Axe to Fall è il settimo album in studio del gruppo musicale metalcore statunitense Converge, pubblicato nel 2009 dalla Epitaph Records e ripubblicato in vinile poco tempo dopo dalla Deathwish Inc. del cantante Jacob Bannon.

## Il disco
Registrato tra maggio e luglio del 2009 ai GodCity Studios del chitarrista Kurt Ballou a Salem e prodotto dallo stesso, è il primo album dei Converge ad ottenere un discreto successo commerciale, raggiungendo la 74ª posizione di Billboard 200; sebbene siano presenti le tipiche sonorità dure e rapidissime dei Converge, è considerato come il loro album di più facile ascolto, in virtù anche delle numerosissime collaborazioni presenti nel disco e della varietà degli strumenti utilizzati.

## La scrittura dei brani e la registrazione
La band inizia ufficialmente a lavorare ai nuovi brani verso la fine del 2008; con Bannon, Ballou e Newton che vivevano tutti a Boston e Koller a New York, il quartetto poteva riunirsi facilmente per provare e occasionalmente esibirsi dal vivo. La maggior parte dei brani sono nati dai riff del basso di Newton o della chitarra di Ballou, sebbene ciascun membro del gruppo abbia contribuito in maniera uguale alla scrittura. Bannon aveva proposto diversi pezzi propri, ma pensò di scartarli sentendoli troppo "lenti" e lontani dall'atmosfera dell'album che stava nascendo.
Tuttavia, i lavori per alcuni pezzi di Axe to Fall iniziarono già diversi anni prima; in particolare il brano "Effigy", realizzato insieme ai Cave In, nacque nel 2004 tanto che la parte strumentale della band di Stephen Brodsky presente sul disco è proprio una registrazione originale del 2004.
Dopo pochi concerti tenuti nel marzo del 2009, a maggio il quartetto si prepara per la registrazione ai GodCity Studios del chitarrista Ballou.

## Collaborazioni e accoglienza dell'album
Axe to Fall è un album estremamente collaborativo, più di ogni altro nella discografia dei Converge. Numerosi sono infatti gli ospiti presenti (se ne contano ben 16), ed appaiono in ben 8 delle 13 tracce complessive. Il progetto di un album ricco di special guest era già in programma da tempo; già nel precedente No Heroes vengono ospitati diversi musicisti (tra tutti, Jonah Jenkins degli Only Living Witness che canta in Grim Heart/Black Rose) e la realizzazione di Axe to Fall sarebbe stata l'occasione giusta che avrebbe coinvolto membri di gruppi amici dei Converge, come i Neurosis, i Genghis Tron, e i già citati Cave In (il cui frontman Stephen Brodsky è ex bassista dei Converge).
Ancora una volta, il nuovo album dei Converge viene accolto con giudizi molto favorevoli per la completezza e per la sua varietà, sebbene la critica sia stata in qualche modo un po' divisa, sia proprio per il numero elevato di ospiti (da alcuni giudicati poco incisivi e comunque eccessivo) sia per le due tracce che chiudono l'album, "Cruel Bloom" e "Wretched World", da molti considerate le due vere perle del disco, ma da alcuni giudicate troppo diverse e fuori luogo per essere due brani di un album dei Converge. La prima, cantata da Steve Von Till dei Neurosis, è un folk lento e prevalentemente acustico, accompagnato da un nutrito coro vocale nel ritornello; "Wretched World", suonata con i Genghis Tron è un pezzo molto atmosferico dominato dalle tastiere e che venne abbozzato dai Converge mentre Ballou stava lavorando alla produzione dell'album dei Genghis. Ballou passò loro una demo del brano per far sì che aggiungessero la loro impronta. A detta dello stesso Ballou, il risultato finale fu ben diverso dal mix iniziale, con una struttura sonora rinnovata e un abbellimento a cui i Converge non sarebbero mai arrivati.
Come per altri lavori precedenti, la copertina e l'artwork dell'album sono realizzati dal cantante Jacob Bannon. Il disegno di copertina è stato riproposto in seguito in serigrafia, con quattro colorazioni diverse e in numero limitato di stampe, ognuna delle quali numerata e firmata da Bannon.
Nell'ottobre del 2009 viene realizzato il video per la titletrack "Axe to Fall" girato in Spagna da Craig Murray, video che fa il suo debutto il mese successivo su MTV nel programma di rock e metal Headbangers Ball.

## Tracce
Tutte le tracce sono composte dai Converge tranne dove specificato diversamente.
1. Dark Horse - 2:54
2. Reap What You Sow - 2:39
3. Axe to Fall - 1:41
4. Effigy - 1:42  (Converge, Stephen Brodsky, Adam McGrath, John-Robert Connors)
5. Worms Will Feed/Rats Will Feast - 5:52
6. Wishing Well - 2:49
7. Damages - 4:26
8. Losing Battle - 1:46
9. Dead Beat - 2:36
10. Cutter - 1:40
11. Slave Driver - 2:48
12. Cruel Bloom - 4:01  (Converge, Steve Von Till)
13. Wretched World - 7:10 (Converge, John-Robert Connors, Hamilton Jordan, Mookie Singerman, Michael Sochynsky)

## Formazione
- Jacob Bannon - voce, artwork
- Kurt Ballou - chitarra, cori, sassofono, piano
- Nate Newton - basso, cori
- Ben Koller - batteria

### Ospiti
- Sean Martin (ex-Hatebreed,) – chitarra solista e cori in "Reap What You Sow"
- George Hirsch (Blacklisted) – cori in "Axe to Fall"
- Steve Brodsky (Cave In) – chitarra solista in "Effigy"
- Adam McGrath (Cave In) – chitarra in "Effigy"
- John-Robert Connors (Cave In, Doomriders) – batteria in "Effigy" e "Wretched World"
- Ulf Cederlund (Disfear, ex-Entombed) – lchitarra solista e cori in "Wishing Well"
- Tim "Trivikrama Dasa" Cohen (108) – chitarra solista in "Damages"
- John Pettibone (Undertow, Himsa) – cori in "Cutter"
- Steve Von Till (Neurosis) – voce in "Cruel Bloom"
- Aimee Argote (Des Ark) – cori in "Cruel Bloom"
- "The Rodeo" – cori in "Cruel Bloom"
- Chris Taylor (Pygmy Lush) – cori in "Cruel Bloom"
- Mookie Singerman (Genghis Tron) – voce e tastiere, in "Wretched World"
- Hamilton Jordan (Genghis Tron) – chitarre in "Wretched World"
- Michael Sochynsky (Genghis Tron) – tastiere in "Wretched World"
- Brad Fickeisen (The Red Chord) – batteria in "Wretched World"